# 2-Cumaranon
2-Cumaranon ist ein bicyclischer Heteroaromat, in dem ein sechsgliedriger Benzolring mit einem fünfgliedrigen γ-Butyrolacton anelliert ist. Das 2(3H)-Benzofuranon kann auch als Lacton der (2-Hydroxyphenyl)essigsäure aufgefasst werden. Die Benzofuranon-Grundstruktur liegt einigen Naturstoffen – wie dem aus Rosmarinöl isolierbaren Rosmadial – auch mit z. T. hoher pharmakologischer Aktivität, wie z. B. Griseofulvin und Rifampicin, zugrunde. 2-Cumaranon ist Ausgangsstoff für Chemilumineszenz- und Fluoreszenz-Farbstoffe, für synthetische pharmazeutische Wirkstoffe, wie z. B. das Antiarrhythmikum Dronedaron und insbesondere für das Fungizid Azoxystrobin.

## Vorkommen und Darstellung
Im Jahr 1884 berichteten Adolf von Baeyer und Paul Fritsch die Synthese von 2-Cumaranon – hier als Lacton der o-Oxyphenylessigsäure bezeichnet – durch Destillation „über freiem Feuer“ der (2-Hydroxyphenyl)essigsäure.
Das Lacton 3H-Benzofuran-2-on wird dabei unter intramolekularer Wasserabspaltung bei hoher Temperatur in verunreinigter Form gebildet.
Auch die Darstellung durch oxidativen intramolekularen Ringschluss aus Phenylessigsäure liefert wegen der Oxidationsempfindlichkeit der Methylengruppe und der Entstehung von mehreren Nebenprodukten 2-Cumaranon nur bescheidene Ausbeuten (< 20 %).
Ozonolyse von 2-Allylphenol, das durch Alkylierung von Phenol mit Allylbromid zum Phenylallylether und dessen Claisen-Umlagerung erhalten wird, liefert 2-Hydroxyphenylessigsäure und diese durch Wasserabspaltung 2-Cumaranon. Trotz guter Ausbeuten ist diese Route ökonomisch und sicherheitstechnisch für einen industriellen Prozess ungeeignet.
Im industriellen Maßstab werden zunächst die wohlfeilen Ausgangsstoffe Cyclohexanon und Glyoxylsäure in einer säurekatalysierten Aldolkondensation zur (überwiegend) cis-2-Oxocyclohexyliden-essigsäure (A) umgesetzt, die in einem zweiten Schritt unter Wasserabspaltung in das so genannte Enollacton (B) übergeht (90 % Ausbeute). Das Enollacton wird in einem kontinuierlichen Prozess bei 250 °C in der Dampfphase an einem Palladium-Kontakt zum 2-Cumaranon (C) dehydriert (Ausbeute ca. 67 %).
Ein alternativer Prozess mit Glyoxylsäuremethylester-methylhemiacetal statt Glyoxylsäure als Ausgangsstoff hat sich nicht durchgesetzt.

## Eigenschaften
Reines 2-Cumaranon liegt als cremefarbener bis hellgelber Feststoff mit aromatischem Geruch vor. Bei der Reinigung durch Destillation „geht ein farbloses Öl über, welches in der Vorlage zu prachtvollen, durchsichtigen, gut ausgebildeten Krystallen erstarrt“. 3H-Benzofuran-2-on ist in heißem Wasser und Diethylether sowie in Acetonitril löslich. Das Lacton wird in heißem Wasser langsam, in wässrigen Alkalien schnell zur 2-Hydroxyphenylessigsäure bzw. ihrem Alkalisalz hydrolysiert.

## Anwendungen
5-Nitro-3H-benzofuran-2-on wird bei der Nitrierung von 2-Cumaranon mit Nitriersäure gebildet.
Aus der Nitroverbindung kann durch katalytische Hydrierung an einem Palladium-Kontakt das 5-Amino-3H-benzofuran-2-on erhalten werden.
Lactone wie 2-Cumaranon (I) werden von Nukleophilen leicht unter Ringöffnung gespalten. So reagiert 5-Nitro-3H-benzofuran-2-on mit sekundären Aminen zu 2-Hydroxyphenylessigsäureamiden, aus denen bei Hydrierung die entsprechenden 3-Amino-6-hydroxyphenylethylamine – brauchbare Vorstufen für Haarfarbstoffe – entstehen.
Kondensation des 5-Nitro-3H-benzofuran-2-ons (II) mit einem Gemisch aus Valeriansäure (III) und Valeriansäureanhydrid (IV) liefert das Enollacton (V), das beim Erhitzen umlagert in die substituierte Benzofurancarbonsäure (VI) – eine Schlüsselvorstufe für das Antiarrhythmikum Dronedaron.
Einer Klasse von Antioxidantien und Radikalfängern – insbesondere zur Stabilisierung von Polypropylen – liegt ebenfalls die Grundstruktur des 2-Cumaranons zugrunde. Bei der Synthese einer Modellverbindung wird Glyoxylsäure mit 2 Mol 4-tert-Butylphenol in Gegenwart von Methansulfonsäure CH3SO3H zu einer phenolischen Zwischenstufe kondensiert und anschließend mit Benzoesäure verestert.
In einer als Eintopfreaktion ausgeführten Tscherniak-Einhorn-Reaktion von 4-Fluorphenol (X), Glyoxylsäure (Y) und Carbamaten, wie z. B. Methylcarbamat oder Carbamidsäuremesitylester (Z), entstehen 2-Cumaranone mit Carbamid-Seitenketten, die mit starken Basen, wie z. B. DBU oder t-BuOK, und in Gegenwart von Sauerstoff ausgeprägte Chemilumineszenz zeigen.
Volumenmäßig mit Abstand wichtigste Anwendung von 2-Cumaranon ist die als Ausgangsstoff für die Synthese des Fungizids Azoxystrobin (Amistar® der Firma Syngenta) aus der Klasse der Strobilurine.